# محمد علي سعدوني
محمد علي سعدوني (مواليد 28 أغسطس 2001 في سبيطلة)، هو لاعب كرة قدم تونسي، يلعب كمهاجم في النادي الرياضي الصفاقسي.

## السيرة الذاتية
امضي محمد علي طفولته في مسقط راسه سبيطلة، إلتحق بأكابر الاتحاد الرياضي بسبيطلة لموسمين، وهو لم يتجاوز 16 سنة. وتعاقدت الهيئة المديرة للنادي الرياضي الصفاقسي مع مهاجم اتحاد سبيطلة والمنتخب الوطني التونسي لكرة القدم لأقل من 19 سنة، محمد علي السعدوني  بعقد يمتد لخمس سنوات .

## انتداب السعدوني من سبيطلة
ظفر النادي الرياضي الصفاقسي بلاعب واعد للمستقبل القريب وهو اللاعب الدولي لما دون 19 سنة محمد علي السعدوني الذي ينشط في اتحاد سبيطلة ونجح في الحصول على توقيعه وموافقته رغم كثرة العروض التي طاردته.